# Papilio pericles
Espèce
Synonymes
- Achillides pericles

Papilio pericles ou Paon de Périclès est une espèce de lépidoptères (papillons) de la famille des Papilionidae. L'espèce est endémique des Petites îles de la Sonde, archipel partagé entre le Timor oriental et l'Indonésie.

## Description
Cette espèce fait environ 7 cm d'envergure. À l'avers les ailes antérieures sont noires dans la partie marginale et bleu irisé à la base et dans la partie discale, et saupoudrées d'écailles vertes irisées à la base. Les ailes postérieures ont des queues en forme de spatule, elles sont noires avec à la base une large macule bleu irisé aux contours floues et des lunules de même couleur dans la partie submarginale.
Au revers les ailes sont marron saupoudrées d'écailles dorées assez dispersées, les ailes antérieures sont plus claires dans la partie marginale, les ailes postérieures sont plus claires dans la partie submarginale et portent des lunules noires cernées de bleu et d'orange.
Le corps est marron et porte des écailles bleu-vert irisées sur le dessus du thorax.

## Écologie
L'écologie de cette espèce est mal connue. La femelle pond probablement ses œufs sur une plante de la famille des Rutacées. Les chenilles passent par cinq stades avant de se transformer en chrysalide. Elles possèdent probablement un osmeterium comme les autres espèces de Papilionides, organe fourchu qui émet une substance qui repousse les prédateurs.

## Habitat et répartition
Papilio pericles est endémique des Petites îles de la Sonde (Timor, Wetar, Moa, Leti, Babar, Damar, Romang et Tanimbar). L'espèce vit dans les forêts tropicales humides.

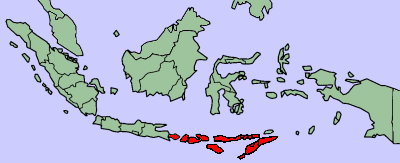
Petites îles de la Sonde (en rouge)
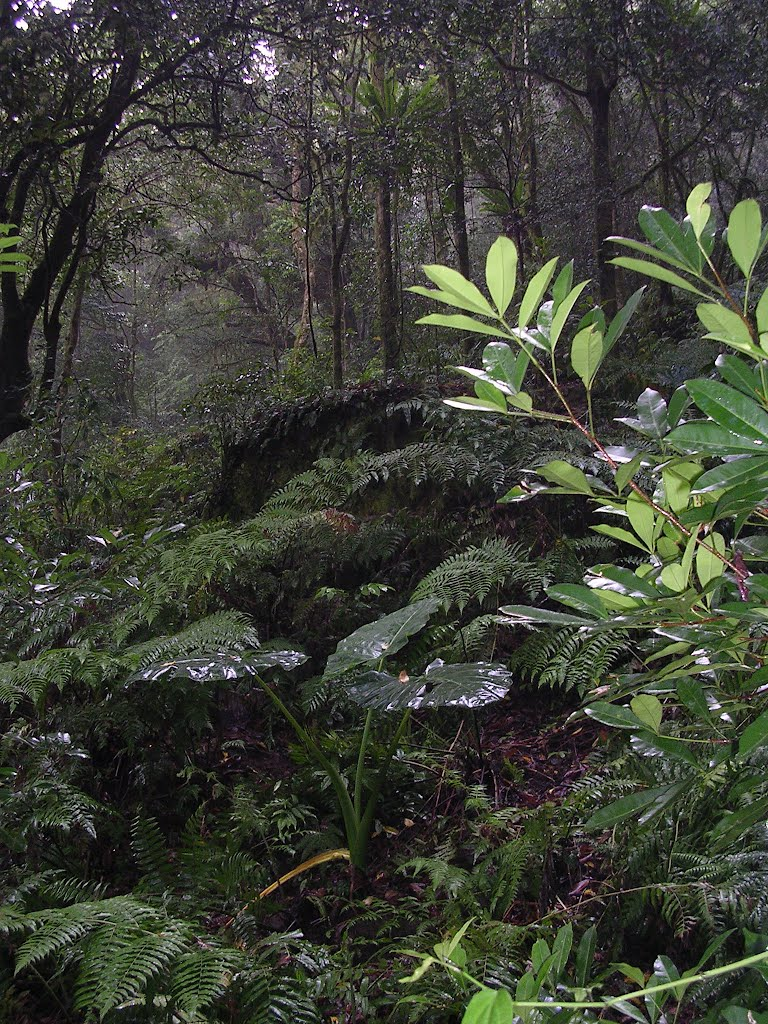
Forêt tropicale humide à Timor

## Systématique
L'espèce Papilio pericles a été décrite en 1865 par Alfred Russel Wallace dans Transactions of the Linnean Society of London, à partir d'un spécimen mâle de Timor. L'espèce appartient au sous-genre Achillides, qui comprend environ 25 espèces d'Asie du Sud-Est et d'Océanie. Ses plus proches parents sont P. lorquinianus et P. peranthus.
Papilio pericles est synonyme de :
- Papilio pericles hekaton Fruhstorfer, 1909
- Papilio pericles hermogenes Fruhstorfer, 1909
- Papilio pericles olympiodorus Fruhstorfer, 1909

## Menaces et conservation
Cette espèce n'est pas évaluée par l'UICN. En 1985 elle n'était pas considérée comme rare ni comme menacée, mais elle était peu commune.

### Publication originale
(en) Alfred Russel Wallace, « On the phenomena of variation and geographical distribution as illustrated by the Papilionidae of the Malayan region », Transactions of the Linnean Society of London,‎ 1864, p. 45 (lire en ligne)